# 15845 Bambi
15845 Bambi (1995 UC17) là một tiểu hành tinh vành đai chính được phát hiện ngày 17 tháng 10 năm 1995 bởi Spacewatch ở Kitt Peak.